# 北設広域事務組合
座標: 北緯35度9分57.3秒 東経137度37分17.4秒 / 北緯35.165917度 東経137.621500度

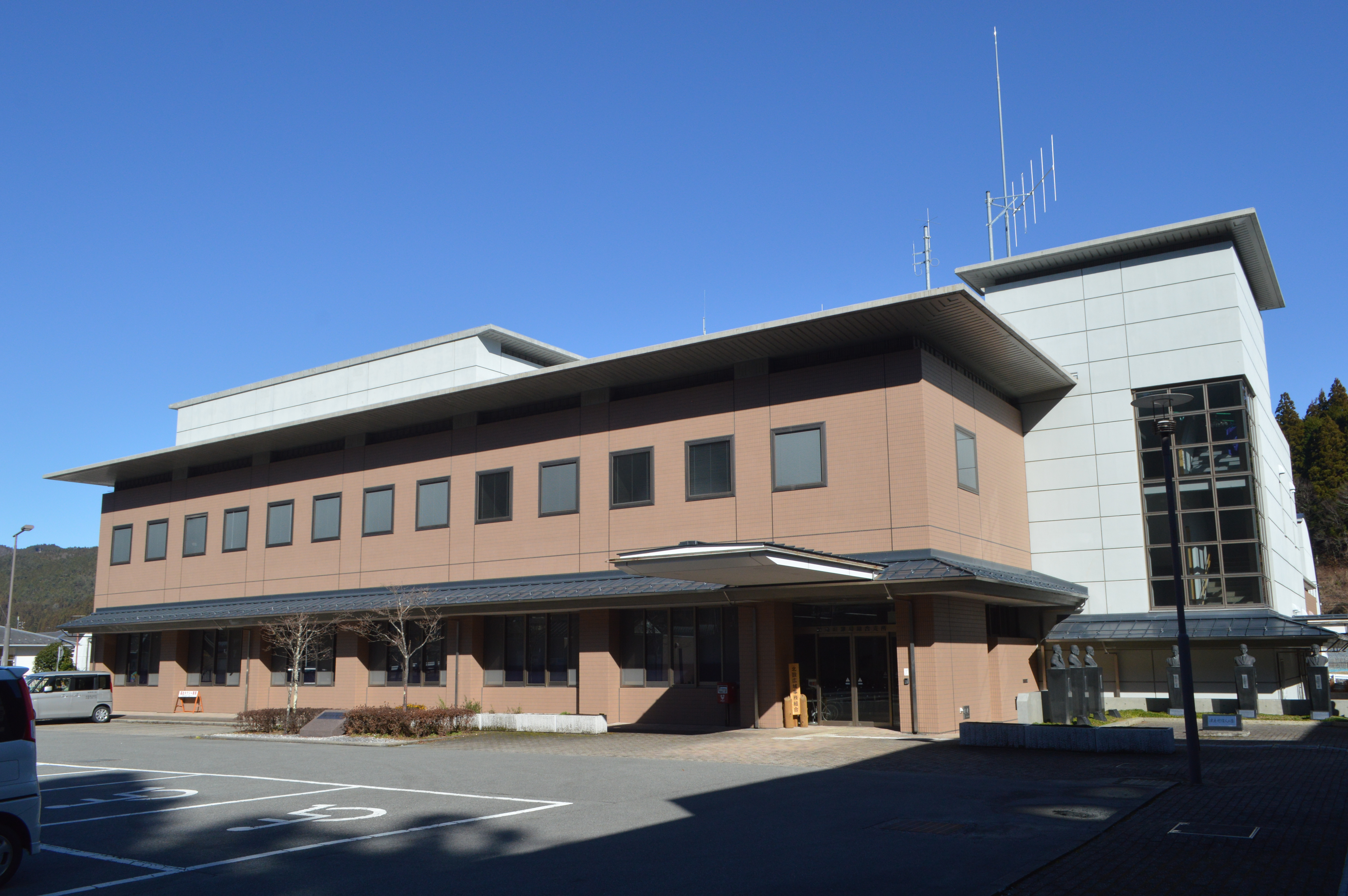
北設広域事務組合がある津具総合支所

北設広域事務組合（ほくせつこういきじむくみあい）は、愛知県北設楽郡設楽町、東栄町、豊根村及び長野県下伊那郡根羽村が設立している一部事務組合である。

## 所在地
- 事務局（総務係、介護保険係、環境衛生係、模範造林係）
  - 愛知県北設楽郡設楽町津具字下川原5番地1
- 松戸クリーンセンター（し尿汚泥処理施設）
  - 愛知県北設楽郡設楽町松戸字ワカドチ10-3
- 中田クリーンセンター（一般廃棄物処理施設）
  - 愛知県北設楽郡東栄町大字振草字小林中田16

## 事務内容
- し尿処理場の建設及び維持管理に関する事務
- ごみ処理場の建設及び維持管理に関する事務
- し尿及びごみの収集処理に関する事務
- 模範造林地の維持管理及びその他模範造林地に関する事務（根羽村を除く）
- 介護保険法に基づく介護認定審査会の設置及び運営に関する事務（根羽村を除く）
- 障害者自立支援法に基づく市町村審査会の設置及び運営に関する事務（根羽村を除く）

## 組織
- 組合議会
  - 議員定数：8人（設楽町：2人、東栄町：2人、豊根村：2人、根羽村：2人）
- 組合執行機関
  - 管理者：1人（組合町村の長の中から選挙）
  - 副管理者：2人（組合町村の副町村長の中から管理者が選任）
  - 会計管理者：1人（組合職員の中から管理者が選任）
  - 監査委員：2人（管理者が選任（うち1人は組合議員より選任する））

## 沿革
- 1970年（昭和45年）6月 - 現在の北設広域事務組合の環境衛生事業にあたる業務を行う、北設衛生処理組合を設立。
※ 構成町村：設楽町、東栄町、豊根村、津具村、稲武町、根羽村
- 1971年（昭和46年） - （旧）し尿処理施設が竣工。
- 1972年（昭和47年） - （旧）一般廃棄物処理施設が竣工。
- 1973年（昭和48年）5月 - 北設衛生処理組合の構成町村に、富山村が加入。
- 1989年（平成元年）3月 - （新）し尿処理施設（現在の松戸クリーンセンター）が竣工。
- 1990年（平成2年）2月 - 現在の北設広域事務組合の農業共済・模範造林事業にあたる業務を行う、北設楽農林事務組合を設立。
※ 構成町村：設楽町、東栄町、豊根村、津具村、稲武町
- 1992年（平成4年）3月 - （新）一般廃棄物処理施設（現在の中田クリーンセンター）が竣工。
- 1993年（平成5年）4月 - 北設楽農林事務組合の構成町村に、富山村が加入。
- 2001年（平成13年）4月1日 - 北設衛生処理組合の名称を北設広域事務組合へ変更。北設楽農林事務組合の業務と、東栄町で行っていた介護認定審査会の業務を継承。事務所は、設楽町田口に置く。（北設楽農林事務組合は3月末にて解散。）
※ 構成町村：設楽町、東栄町、豊根村、富山村、津具村、稲武町、根羽村
- 2002年（平成14年）3月 - 農業共済事業から稲武町が脱退。
- 2003年（平成15年）3月 - 模範造林事業から稲武町が脱退。
- 2005年（平成17年）
  - 3月31日 - 組合の構成町村から稲武町が脱退（翌4月1日、稲武町は豊田市に編入した）。
  - 10月1日 - （旧）設楽町と津具村が合併、（新）設楽町となる。
  - 11月27日 - 富山村が豊根村に編入。
- 2006年（平成18年）
  - 3月 - 市町村相互財政安定化事業を廃止。
  - 4月 - 組合の行う事務に、障害者自立支援法に基づく市町村審査会の設置及び運営に関する事務を追加。
  - 10月 - 組合事務所を現在地に移転。
- 2007年（平成19年）4月 - 農業共済の合併により、組合の共同処理する事務から農業共済事業が外れる。